# Pleskierówka
Pleskierówka (1106 m) – szczyt w bocznym, północno-zachodnim grzbiecie Będoszki (Bendoszki Wielkiej) w grupie Wielkiej Raczy w Beskidzie Żywiecko-Kisuckim. Zachodnie stoki Pleskierówki opadają do potoku Rycerskiego, północno-zachodnie do jego dopływu, potoku Z Ciapkowa, południowe do Potoku Majów.
Pleskierówka jest w większości porośnięta lasem, ale bezleśny, trawiasty jest jej grzbiet łączący ją z Będoszką i podwierzchołkowa część stoków. Jest to dawna pasterska hala Pasulówka. Wschodnimi stokami Pleskierówki prowadzi szlak turystyczny. Z samego szlaku widok na zachód ogranicza jednak grzbiet Pleskierówki i Bendoszki. Zamontowana na drzewie tabliczka informacyjna wskazuje nieznakowaną ścieżkę, którą podejść można na punkt widokowy na Pleskierówce. Panorama widokowa z niego obejmuje główny, graniczny grzbiet Beskidu Żywieckiego od Wielkiej Raczy po Kikulę oraz wyłaniające się z tyłu za nim wierzchołki Małej Fatry.
Pleskierówka znajduje się w granicach miejscowości Rycerka Górna w województwie śląskim, w powiecie żywieckim, w gminie Rajcza. W regionalizacji fizycznogeograficznej Polski według Jerzego Kondrackiego Grupa Wielkiej Raczy zaliczana jest do Beskidu Żywieckiego, w nowszej polskiej regionalizacji z 2018 roku do Beskidu Żywiecko-Kisuckiego.

## Szlaki turystyczne
Sól – Rycerka Dolna – Praszywka Duża – Będoszka– przełęcz Przegibek.